# Карниці (Лодзинське воєводство)
Карниці (пол. Karnice) — село в Польщі, у гміні Поддембиці Поддембицького повіту Лодзинського воєводства.
Населення — 118 осіб (2011).
У 1975-1998 роках село належало до Серадзького воєводства.

## Демографія
Демографічна структура станом на 31 березня 2011 року:
|          | Загалом | Допрацездатний вік | Працездатний вік | Постпрацездатний вік |
| -------- | ------- | ------------------ | ---------------- | -------------------- |
| Чоловіки | 62      | 6                  | 46               | 10                   |
| Жінки    | 56      | 11                 | 33               | 12                   |
| Разом    | 118     | 17                 | 79               | 22                   |